# 9564 Jeffwynn
9564 Jeffwynn eller 1987 SG3 är en asteroid i huvudbältet som upptäcktes den 26 september 1987 av det amerikanska astronom paret Eugene M. och Carolyn S. Shoemaker vid Palomar-observatoriet. Den är uppkallad efter den amerikanske geofysikern Jeffrey C. Wynn.